# Conselho Militar para a Justiça e a Democracia
O Conselho Militar para a Justiça e a Democracia (em árabe: المجلس العسكري للعدالة والديمقراطية; em francês:  Conseil Militaire pour la Justice et la Démocratie) foi o órgão político supremo da Mauritânia. Serviu como governo interino do país após o golpe de Estado que derrubou o Presidente, Maaouya Ould Sid'Ahmed Taya, em 3 de agosto de 2005. Foi liderado pelo ex-diretor da polícia nacional, coronel Ely Ould Mohamed Vall. Depois de tomar o poder rapidamente se comprometeu a realizar eleições dentro de dois anos, e prometeu que nenhum de seus próprios membros iria concorrer. Poucos dias depois de tomar o poder, Vall nomeou Sidi Mohamed Ould Boubacar como primeiro-ministro na sequência da renúncia do último primeiro-ministro de Taya, Sghair Ould M'Bareck. 
A eleição presidencial ocorreu em março de 2007 e o novo Presidente Sidi Ould Cheikh Abdallahi foi empossado em 19 de abril de 2007.
Vários membros do CMJD mais tarde se tornariam membros da próxima junta militar mauritana, o Alto Conselho de Estado, quando esta chegou ao poder no golpe de Estado de 2008, sob a liderança de Mohamed Ould Abdel Aziz.

## Membros
- Col. Ely Ould Mohamed Vall, Presidente
- Col. Abderrahmane Ould Boubacar
- Col. Mohamed Ould Abdel Aziz
- Col. Mohamed Ould Cheikh Mohamed Ahmed
- Col. Ahmed Ould Bekrine
- Col. Sogho Alassane
- Dr.-Col. Ghoulam Ould Mohamed
- Col. Sidi Mohamed Ould Cheikh El Alem
- Col. Negri Felix
- Col. Mohamed Ould Meguett
- Col. Mohamed Ould Mohamed Znagui
- Dr.-Col. Kane Hamedine
- Col. Mohamed Ould Abdi
- Col. Ahmed Ould Ameine
- Col. Taleb Moustapha Ould Cheikh
- Col. Mohamed Cheikh Ould Mohamed Lemine
- Naval Col. Isselkou Ould Cheikh El Wely